# Салтак (Сернурський район)
Салта́к (рос. Салтак, марій. Салтак) — присілок у складі Сернурського району Марій Ел, Росія. Входить до складу Марісолинського сільського поселення.

## Населення
Населення — 1 особа (2010; 2 у 2002).
Національний склад (станом на 2002 рік):
- росіяни — 100 %